# 俣野町
俣野町（またのちょう）は、神奈川県横浜市戸塚区の地名。「丁目」の設定のない単独町名である。住居表示未実施区域。
かつての横浜ドリームランド跡地に、横浜薬科大学キャンパス、俣野公園と野球場がある。

## 地理
戸塚区の南西部に位置し、東に深谷町、南に東俣野町、西に藤沢市西俣野、北に泉区和泉町と接している。

### 字名
| - 鬼鹿毛 - 沖袋 - 根崎 - 根下 - 長瀬 - 梅田 - 北原下 - 北原 - 上ノ山 - 東原 | - 中庭 - 内耕地 - 下馬渡 - 上馬渡 - 折越 - 壱町田 - 飯在家 - 西原 - 沖原 - 金堀塚 |

### 地価
住宅地の地価は、2025年（令和7年）1月1日の公示地価によれば、俣野町字北原下450番39の地点で12万円/m²となっている。

## 歴史

### 沿革
かつて横浜市に編入前のこの場所は、鎌倉郡大正村大字上俣野の一部であった。
- 1939年（昭和14年）4月1日 - 横浜市に編入。横浜市戸塚区俣野町となる[7]。
- 1963年（昭和38年）1月25日 - 俣野町の一部を藤沢市へ編入[8]。
- 1966年（昭和41年）2月5日 - 西俣野の一部を俣野町に編入[8]。
- 1969年（昭和44年）10月1日 - 行政区再編成に伴い、戸塚区を再設置。横浜市戸塚区俣野町となる[9]。
- 1972年（昭和47年）11月1日 - 俣野町の一部を深谷町、原宿町へ編入[10]。
- 1973年（昭和48年）12月1日 - 和泉町、深谷町の各一部を俣野町に編入[11]。
- 1986年（昭和61年）11月3日 - 行政区再編成に伴い、戸塚区を再設置。横浜市戸塚区俣野町となる[12]。
- 1993年（平成5年）11月3日 - 泉区和泉町の一部を俣野町に編入[13]。

## 世帯数と人口
2025年（令和7年）6月30日現在（横浜市発表）の世帯数と人口は以下の通りである。
| 町丁   | 世帯数    | 人口    |
| ------ | --------- | ------- |
| 俣野町 | 2,418世帯 | 4,519人 |

### 人口の変遷
国勢調査による人口の推移。
| 年                 | 人口  |
| ------------------ | ----- |
| 1995年（平成7年）  | 6,375 |
| 2000年（平成12年） | 5,830 |
| 2005年（平成17年） | 5,518 |
| 2010年（平成22年） | 5,284 |
| 2015年（平成27年） | 4,995 |
| 2020年（令和2年）  | 4,747 |

### 世帯数の変遷
国勢調査による世帯数の推移。
| 年                 | 世帯数 |
| ------------------ | ------ |
| 1995年（平成7年）  | 2,020  |
| 2000年（平成12年） | 2,028  |
| 2005年（平成17年） | 2,083  |
| 2010年（平成22年） | 2,139  |
| 2015年（平成27年） | 2,154  |
| 2020年（令和2年）  | 2,202  |

## 学区
市立小・中学校に通う場合、学区は以下の通りとなる（2024年11月時点）。
| 番・番地等 | 小学校                   | 中学校             |
| ---------- | ------------------------ | ------------------ |
| 全域       | 横浜市立横浜深谷台小学校 | 横浜市立深谷中学校 |

## 事業所
2021年（令和3年）現在の経済センサス調査による事業所数と従業員数は以下の通りである。
| 町丁   | 事業所数 | 従業員数 |
| ------ | -------- | -------- |
| 俣野町 | 72事業所 | 940人    |

### 事業者数の変遷
経済センサスによる事業所数の推移。
| 年                 | 事業者数 |
| ------------------ | -------- |
| 2016年（平成28年） | 63       |
| 2021年（令和3年）  | 72       |

### 従業員数の変遷
経済センサスによる従業員数の推移。
| 年                 | 従業員数 |
| ------------------ | -------- |
| 2016年（平成28年） | 717      |
| 2021年（令和3年）  | 940      |

## 施設
- 横浜薬科大学
- 俣野公園（横浜ドリームランド跡地）
- ウイトリッヒの森（横浜市の市民の森）

## その他

### 日本郵便
- 郵便番号 : 245-0066[3]（集配局：横浜泉郵便局[23]）

### 警察
町内の警察の管轄区域は以下の通りである。
| 町名   | 街区                         | 警察署     | 交番     |
| ------ | ---------------------------- | ---------- | -------- |
| 俣野町 | 一部（グリーンハイツを含む） | 戸塚警察署 | 深谷交番 |
| 俣野町 | 一部                         | 戸塚警察署 | 原宿交番 |